# 弗氏緋鯉
弗氏緋鯉為輻鰭魚綱鱸形目鱸亞目鬚鯛科的其中一種，分布西南太平洋的諾福克島及紐西蘭海域，棲息深度2-20公尺，體長可達7.2公分，為底棲性魚類，屬肉食性。